# Неве-Шалом (посёлок)
Неве-Шалом (ивр. נְוֵה שָׁלוֹם‎, Оазис мира), также известный как Уахат-ас-Салам (араб. واحة السلام‎) — израильский посёлок, совместно основанный израильскими арабами и евреями с целью попытаться показать, что два народа могут проживать рядом друг с другом в мире. В посёлке проводится образовательная работа, направленная на укрепление мира, равенства и взаимопонимания между двумя народами. Посёлок расположен на вершинах двух холмов в районе Латруна на середине дороги между Тель-Авивом и Иерусалимом.

## История
Название посёлка взято из книги пророка Иссайи — «Тогда народ мой будет жить в обители мира и в селениях безопасных, и в покоищах блаженных» (Ис. 32:19). Посёлок был основан Бруно Хуссаром, монахом-доминиканцем, родившимся в Египте и имевшим еврейское происхождение. В 1970 году он арендовал 40 гектаров земли для этого проекта у траппистского Латрунского аббатства. Хуссар писал: «Мы планировали небольшой посёлок, состоящий из представителей различных сообществ страны. Евреи, христиане и мусульмане жили бы в нём в мире, все из них приверженные собственной вере и традициям, и в то же время уважая веру и традиции других. Каждый нашёл бы в таком разнообразии источник личностного совершенствования».

## Демография
По данным Центрального статистического бюро Израиля, население на начало 2020 года составляло 323 человека.
В 2010 году в посёлке проживало около шестидесяти семей. Согласно правилам посёлка — половина населения должна быть израильскими евреями, а другая половина — мусульмане и христиане — израильские арабы. В настоящее время ещё около 300 семей желают проживать в посёлке. Недавно одобренный план его расширения позволит построить там ещё 92 дома.
Все желающие поселиться в посёлке проходят строгий отбор. Согласно принципу, половину в поселковом совете должны составлять евреи, а другую — арабы. Мэром посёлка должны поочерёдно избираться араб и еврей..

## Образование
В посёлке создана двунациональная и двуязычная (арабско-ивритская) система образования, в которой в 2009—2010 году в общей сложности обучалось 250—300 детей. Около 90 % из этих детей приезжало из городов и сёл, расположенных в радиусе 30 км от Неве-Шалома. Начальная школа, созданная в рамках этой системы в 1984 году, стала первой двунациональной школой в Израиле. В настоящее время школа признана государством и получает от него частичную помощь. В рамках дошкольного и начального образования дети хорошо осваивают язык друг друга, и получают глубокие знания о культуре и традициях обоих народов..
В посёлке также создана «Школа мира», в которой преподаются способы взаимоотношений и мирного сосуществования между евреями и арабами. За годы существования школы  семинары в ней посетили 35 000 человек. Согласно заявлению школы, её курсы «помогают участникам развить навыки критического мышления и обнаружить угнетающие механизмы, которые встроены в израильское общество и подкармливают конфликт между евреями и палестинскими арабами».
В посёлке имеется небольшая гостиница, которая также предлагает программы ознакомления местных и зарубежных групп с деревней и её традициями.
22 июня 2006 года в посёлке выступил солист группы Pink Floyd Роджер Уотерс. Концерт привлёк 50 000 зрителей.